# لس وترانوس ۲، تگزاس
لس وترانوس ۲ (به انگلیسی: Los Veteranos II) یک منطقهٔ مسکونی در ایالات متحده آمریکا است که در تگزاس واقع شده‌است. لس وترانوس ۲ ۲۴ نفر جمعیت دارد.